# Ierse parlementsverkiezingen 1992
De Ierse parlementsverkiezingen in 1992 vonden plaats op 25 november. Dit gebeurde nadat de zittende coalitie van Fianna Fáil en de Progressieve Democraten uit elkaar was gevallen.

## Achtergrond
Bij de verkiezingen behaalde Fianna Fáil het slechtste resultaat sinds 1927. Zij behaalde minder dan 40 procent van de stemmen, maar was nog wel de grootste partij. Ook Fine Gael verloor tien zetels. De Labour-partij behaalde het beste resultaat ooit en verdubbelde haar zetelaantal naar 33 zetels. De oude coalitie verloor haar meerderheid en daarom werd er een nieuwe coalitie gevormd tussen Fianna Fáil en de Labour-partij. Albert Reynolds, partijleider van Fianna Fáil, werd gekozen als de nieuwe premier.
Binnen de Workers' Party of Ireland had een jaar eerder een scheuring plaatsgevonden. Dit conflict ging er onder andere over of alle banden met de IRA moesten worden opgeschort. Zes van de zeven parlementsleden verlieten met aanhang de partij nadat een motie daarover niet was aangenomen. Zij vormden de partij Democratic Left. Deze partij werd met 4 zetels nieuw in het parlement gekozen, terwijl de Workers’ Party of Ireland geen enkele zetel meer overhield.
In 1994 viel de coalitie als gevolg van een aantal schandalen uit elkaar. Daarop werd de regenboogcoalitie gevormd die bestond uit Fine Gael samen met de Labour-partij en Democratic Left. John Bruton, partijleider van Fine Gael, werd de nieuwe premier. Dit was de eerste keer in de eerste geschiedenis dat de samenstelling van de coalitie tussentijds veranderde zonder dat er nieuwe verkiezingen werden gehouden.

## Uitslag
| Partij                | Stemmen   | %    | ±%     | zetels | verschil |
| --------------------- | --------- | ---- | ------ | ------ | -------- |
| Fianna Fáil           | 674.600   | 39,1 | ▼ 5,1  | 68     | ▼ 9      |
| Fine Gael             | 422.100   | 24,5 | ▼ 4,8  | 45     | ▼ 10     |
| Irish Labour Party    | 333.000   | 19,5 | ▲ 10,0 | 33     | ▲ 18     |
| Progressive Democrats | 80.700    | 4,7  | ▼ 0,8  | 10     | ▲ 4      |
| De Groenen            | 24.100    | 1,4  | ▼ 0,1  | 1      | 0        |
| Democratic Left       | 47.900    | 2,8  | ▲ 2,8  | 4      | ▲ 4      |
| Sinn Féin             | 27.800    | 1,6  | ▲ 0,4  | 0      | 0        |
| Workers' Party        | 11.500    | 0,6  | ▼ 4,4  | 0      | ▼ 7      |
| Overigen              | 14.000    | 0,8  | ▼ 0,2  | 0      | ▼ 1      |
| Onafhankelijken       | 47.900    | 2,8  | ▼ 0,5  | 4      | ▲ 1      |
| Totaal                | 1.683.600 | 100% |        | 166    |          |